# فيليب يورجنسن
فيليب يورجنسن (16 أبريل 2002، السويد) هو لاعب كرة قدم، يلعب كحارس مرمى لنادي فياريال الإسباني، ويلعب دوليًا مع منتخب الدنمارك.
ولد في لومّا، وانضم إلى نادي فياريال للشباب في عام 2017، لعب لـ ريال مايوركا ومالمو. وفي عام 2020، انضم إلى النادي الاحتياطي.

## مهنة دولية
ولد يورجنسن في السويد لأب دنماركي وأم سويدية، مثّل السويد في منتخب تحت 16 وتحت 17 عامًا قبل أن ينتقل إلى الدنمارك في مايو 2021، ويلعب مع المنتخب الدنماركي تحت 21 عامًا.

## روابط خارجية
- فيليب يورجنسن على موقع الاتحاد الأوربي (الإنجليزية)
- فيليب يورجنسن على موقع اتحاد السويد (السويدية)
- فيليب يورجنسن على موقع قاعدة بيانات كرة القدم.إي يو (الإنجليزية)
- فيليب يورجنسن على موقع Soccerbase.com (لاعب) (الإنجليزية)
- فيليب يورجنسن على موقع Soccerway.com (الإنجليزية)
- فيليب يورجنسن على موقع عالم كرة القدم.نت (الإنجليزية)
- فيليب يورجنسن على موقع AS.com (الإسبانية)